# Ippolito Buzzi
Pour les articles homonymes, voir Buzzi.
Ippolito Buzzi (ou Buzio), né à Viggiù (Lombardie) le 2 février 1562 et mort à Rome le 23 février 1634, est un sculpteur italien de l'époque baroque-rococo, issu d'une dynastie de peintres, sculpteurs et architectes. L'essentiel de sa carrière s'est déroulé à Rome.
Sa personnalité en tant que sculpteur est quelque peu éclipsée par les deux types de travaux pour lesquels il est connu : restaurations d'anciennes sculptures romaines, et contribution à des projets architecturaux et à des monuments funéraires dans une équipe sous la direction générale d'un architecte, comme Giacomo della Porta pour le pape Clément VIII, ou Flaminio Ponzio  pour le pape Paul V. Buzzi a également travaillé aux sculptures de jardin comme des cariatides pour le Teatro delle Acque dans la Villa Aldobrandini, à Frascati. Buzzi fut introduit par ses relations auprès du cardinal Ludovico Ludovisi.

## Biographie
La première œuvre connue de l'artiste remonte à 1592 avec la création de la tête représentant Alessandro Farnese montée sur une statue de Jules César (Palais des Conservateurs à Rome).

### Restaurations classiques
À partir de 1620, Buzzi a été le restaurateur du cardinal Ludovisi, qui possédait dans sa villa sur le Quirinal une des plus belles collections de sculptures romaines de la cité. Le cardinal a commandé des réparations à Gian Lorenzo Bernini, dont les restaurations sur l'Arès Ludovisi sont discrètes, et à Alessandro Algardi, qui vivait des travaux de restauration, ainsi que Buzzi.
Certaines des restaurations de Buzzi sont des interventions mineures, comme sur Le suicide du Galate (Palais Altemps); d'autres sont trop « créatives » selon les règles actuelles de la restauration des œuvres d'art. Pour la composition d'Amour et Psyché, des fragments indépendants ont été assemblés. Buzzi a restauré le groupe en marbre identifié comme Castor et Pollux ou Oreste et Pylade (Prado) en assemblant un torse sans tête avec un buste antique d'Antinoüs, le favori de l'empereur Hadrien.

### Travaux avec des architectes
Buzzi a coopéré, sous la direction de Giacomo Della Porta, à la reprise de la décoration du transept dans la basilique de San Giovanni in Laterano (1597-1601), commandée par Clément VIII Aldobrandini, fournissant des hauts-reliefs dans une des manifestations les plus harmonieuses du maniérisme tardif à Rome.
Della Porta s'est également vu confier le monument richement sculpté à la mémoire des parents de Clément VIII, Salvestro Aldobrandini et Luisa Dati, dans la Basilique de Santa Maria sopra Minerva;  Buzzi a exécuté la figure allégorique de la Prudence et la sculpture, dans une niche, de Clément VIII lui-même.
En 1608, sous la direction de Flaminio Ponzio, Buzzi a participé à la décoration de la chapelle Paolina dans la Basilique de Santa Maria Maggiore, commandée par Paul V Borghese. Ici Buzzi a contribué à l'un des cinq panneaux en relief illustrant des scènes du Pontificat de Paul V.
Deux ans plus tard, il a sculpté deux anges de l'Acqua Paola, fontaine sur le Janicule.

### Autres travaux
Un Saint Jacques dans l'église de San Giacomo in Augusta à Rome, l'un des anges dans les niches d'angle de l'église du Gesù à Rome.
En 1618, il a réalisé la statue de Saint-Barthélemy pour la cathédrale d'Orvieto.